# Jules Girard (Altphilologe)
Jules Augustin Girard (* 24. Februar 1825 in Paris; † 30. März 1902 in Cannes) war ein französischer Klassischer Philologe und Professor der griechischen Dichtung an der Philosophischen Fakultät von Universität von Paris.

## Leben und Wirken
Girard war Schüler am Collège Louis le Grand und seit 1844 an der École normale supérieure in Paris ausgebildet. Er erhielt wie Émile Beaussire, Eugène Gandar und Frédéric Morin als einer von 18 Schülern eine Förderung und schloss 1845 seine Licence ès-lettres ab. 1847 bestand er die Agrégation (Staatsprüfung für das höhere Lehramt) im Fach Lettres (Sprachen und Literaturen) und wurde im selben Jahr zum Rhetoriklehrer am königlichen Collège in Vendôme ernannt. 1849 bis 1851 war er Student am École française d’Athènes. Er war Mitglied der dritten Klasse der Französischen Schule für Archäologie in Athen. In dieser Zeit besuchte er mindestens dreimal die Insel Euböa, die dortigen Inschriften unterschiedlicher Epochen zu vergleichen. Anschließend verfasste er die Schrift Mémoire sur l’Ile d’Eubée. Weitere Stationen waren 1851/52 eine Professur der Rhetorik in Lille, 1853/54 in Montpellier sowie anschließend 1854 eine Professur der griechischen Literatur am École normale supérieure.
Im Jahr 1873 wurde er Mitglied der Académie des Inscriptions et Belles-Lettres und erhielt 1874 den neu geschaffenen Lehrstuhl der griechischen Poesie an der Sorbonne. Girard war zudem Mitbegründer der „Société pour l’encouragement des études grecques“ und seit 1882 Präsident der „Académie des Inscriptions et Belles-Lettres“. Von 1896 bis zu seinem Tod 1902 war er zudem Direktor der Fondation Thiers.

## Auszeichnungen
Girard wurde mehrfach von der Académie française ausgezeichnet
- 1860: Für sein Essai sur Thucydide (Essay über Thukydides).
- 1861: Für Hypéride, sa vie et son éloquence.
- 1862: Für Le sentiment religieux en Grèce d’Homère a Eschyle, étudié dans son développement moral et dans son caractère dramatique.

## Werke (Auswahl)
Er verfasste unter anderem Schriften über Lysias, Hypereides, Demosthenes, Homer und Aischylos oder Pindar und Theokritos.
- Mémoire sur l’île d’Eubée. Imprimerie nationale, Paris September 1852, OCLC 742776322.
- Des caratères de l’atticisme dans l’éloquence de Lysias. Paris 1854 (archive.org).
- Jules Girard: Essai sur Thucydide. Charpentier, Paris 1860, OCLC 797016810 (archive.org).
- Hypéride, sa vie et son éloquence. In: Revue Nationale. P.-A. Bourdier, Paris 1861, OCLC 457895910.
- Un procès de corruption chez les Athéniens. Démosthènes dans l’affaire d’Harpale. In: Revue Nationale. P.-A. Bourdier, Paris 1862, OCLC 457896032.
- Études sur la poésie grecque. In: Revue des deux mondes. Nr. 3. Baillière, Tindal & Cox, Paris 1880, OCLC 645715982 (archive.org – Ausgabe 1884).

1. Un poète comique philosophe. 1880.
2. Pindare. 1881.
3. L’hégélianisme dans la critique savante en Allemagne. 1822.
4. „La pastorale“ dans Théocrite. Teil 1. 1822.
5. „La pastorale“ dans Théocrite. Teil 2. 1822.

- Étude sur l’eloquence attique. Lysias, Hypéride, Démosthène. 2. Auflage. Hachette et Cie, Paris 1884, OCLC 895191822.
- Le sentiment religieux en Grèce d’Homère a Eschyle, étudié dans son développement moral et dans son caractère dramatique. 3. Auflage. Hachette, Paris 1887, OCLC 9771697.